# Episodi di Lodge 49 (prima stagione)
La prima stagione della serie televisiva Lodge 49, composta da 10 episodi, è stata trasmessa su AMC dal 6 agosto all'8 ottobre 2018.
In Italia, la stagione è stata pubblicata settimanalmente il giorno successivo alla messa in onda originale dal 7 agosto al 9 ottobre 2018 su Amazon Video.
| nº | Titolo originale              | Titolo italiano | Prima TV USA      | Pubblicazione Italia |
| -- | ----------------------------- | --------------- | ----------------- | -------------------- |
| 1  | As Above, So Below            |                 | 6 agosto 2018     | 7 agosto 2018        |
| 2  | Moments of Truth in Service   |                 | 13 agosto 2018    | 14 agosto 2018       |
| 3  | Corpus                        |                 | 20 agosto 2018    | 21 agosto 2018       |
| 4  | Sunday                        |                 | 27 agosto 2018    | 28 agosto 2018       |
| 5  | Paradise                      |                 | 3 settembre 2018  | 4 settembre 2018     |
| 6  | The Mysteries                 |                 | 10 settembre 2018 | 11 settembre 2018    |
| 7  | The Solemn Duty of the Squire |                 | 17 settembre 2018 | 18 settembre 2018    |
| 8  | Something From Nothing        |                 | 24 settembre 2018 | 25 settembre 2018    |
| 9  | Apogee                        |                 | 1º ottobre 2018   | 2 ottobre 2018       |
| 10 | Full Fathom Five              |                 | 8 ottobre 2018    | 9 ottobre 2018       |